# Ксаверовка (Киевская область)
Ксаве́ровка (укр. Ксаверівка) — село, входит в Васильковский район Киевской области Украины.

## История
В прошлом земли, на которых сейчас расположено село Ксаверовка, принадлежали старинному польскому роду Браницких, в частности графа Ксаверию Петровичу Браницкому чье имя и носит село.
В селе в 1843 году на средства княгини Александры Браницкой вместо деревянной была построена каменная Свято-Екатерининская церковь. Советскую эпоху храм не пережил. На этом месте сегодня построена новая Свято-Екатерининская церковь.
Священнослужители Екатеринской церкви:
- 1796 — священник Иван Андреевич Попковский
- 1796 — дьячок Иосиф Павлович Сухоча
- 1811 — священник Григорий Максимович Козлинский
- 1811 — дьячок Яким Федорович Ковальский
- 1811 — пономарь Федор Федорович Ковальский
- 1825 — священник Прокоп Романович Романовский
- 1847 — священник Иван Пащевский
- 1865 — священник Иван Александрович Кашинский

В XIX веке Ксаверовка было в составе Гребенской волости Васильковского уезда Киевской губернии.
В 1959 году в Ксаверовке было построено первое на территории УССР образцовое колхозное село городского типа из жилых домов-коттеджей и двухэтажных общественных зданий (по проекту "Укргипросельстрой").
Население по переписи 2001 года составляло 1282 человека.

## Известные уроженцы
- Юрий Тимонович Литвин (1934–1984) — поэт, публицист, правозащитник и диссидент.

## Местный совет
Село Ксаверовка  — административный центр Ксаверовского сельского совета.
Адрес местного совета: 08660, Киевская обл., Васильковский р-н, с. Ксаверовка, Центральная площадь, 2.